# De Sims Verhalen
De Sims Verhalen (Engels: The Sims Stories) is een spelreeks, behorende tot de De Sims-serie. Het zijn laptopvriendelijke versies, gebaseerd op De Sims 2. Ze zijn onafhankelijk van elkaar en zijn geen uitbreidingen van het originele spel, zodat ze speelbaar zijn zonder De Sims 2. In tegenstelling tot de belangrijkste serie, zijn deze games opgebouwd rondom een scenario en moeten bepaalde opdrachten voltooid worden.

## Gameplay
Het is mogelijk om "Vrij spelen" te kiezen in deze games, maar elk spel bevat ook enkele opdrachten in de modus "Verhaal". Door verschillende doelen en verlangens van het personage te vervullen, zal de speler het spel uiteindelijk uitspelen.
Er zijn in De Sims Verhalen wel minder mogelijkheden in het "Vrij spelen" dan bij de gewone De Sims 2. Dit om ervoor te zorgen dat het spel beter werkt op laptops. De speler heeft minder meubilair en heel wat minder bouwmogelijkheden. Er zijn ook geen grote kavels, de grootste is 3x3.

## Spellen
De reeks De Sims Verhalen bestaat uit drie verschillende games:
- De Sims Levensverhalen (Engels: The Sims Life Stories), kwam uit op 6 februari 2007 en is gebaseerd op De Sims 2
- De Sims Dierenverhalen (Engels: The Sims Pet Stories), kwam uit op 19 juni 2007 en is gebaseerd op De Sims 2: Huisdieren
- De Sims Eilandverhalen (Engels: The Sims Castaway Stories), kwam uit op 29 januari 2008 en is gebaseerd op De Sims 2: Op Een Onbewoond Eiland

## Systeemeisen
De Sims Verhalen hebben veel lagere systeemeisen dan de gewone De Sims 2. De spellen zijn daarom ook bestempeld als laptopvriendelijke games.